# Ekenäs IF
Ekenäs IF grundades 1905 som Ekenäs Idrottsförbund för att år 1922 ändra namnet till Ekenäs Idrottsförening. Dess hemort är Raseborg i Finland.
Ekenäs IF:s fotbollssektion som bildades den 6 februari 1908 är en av de äldsta i Finland. Sektionens representationslag  för herrar spelade år 1933 i Finlands högsta division. Visiten blev dock endast ettårig och slutade med en smått legendarisk nolla i poängtabellen.  Idag spelar Ekenäs IF:s herrar fotboll i division ett, efter att ha avancerat i samband med kvalmatcherna man spelade mot Atlantis FC i oktober 2014.
EIF:s representationslag för damer har som högst spelat i division II och kvalat mot RoPS för avancemang till division I säsongen 2014. Efter förlusten i den avgörande matchen sprack damlaget helt och verksamheten återupptogs först 2017 då tränaren Marco Werner nystartartade damlaget från division IV.  Sedan dessa har EIF:s damer spelat oavbrutet och säsongen 2023 placerade sig EIF:s representationslag för damer tredje i damernas division III.
Herrarna i handboll har spelat i Finlands högsta serie och även damhandbollen hade under sina verksamhetsår framgångar.
Friidrotten har haft sin givna plats i verksamheten alltsedan föreningen bildades. Vid kommunsammanslagningen mellan Ekenäs, Karis och Pojo då staden Raseborg bildades gick dock friidrottssektionen med i nybildade IF Raseborg.
Andra Ekenäs IF-sektioner i dag är discgolf och innebandy.

## Placering senaste säsonger
| Säsong | Nivå | Liga    | Placering | Referens | Notering |
| ------ | ---- | ------- | --------- | -------- | -------- |
| 2015   | 2    | Ykkönen | 8         | [ 1 ]    |          |
| 2016   | 2    | Ykkönen | 8         | [ 2 ]    |          |
| 2017   | 2    | Ykkönen | 7         | [ 3 ]    |          |
| 2018   | 2    | Ykkönen | 3         | [ 4 ]    |          |
| 2019   | 2    | Ykkönen | 6         | [ 5 ]    |          |
| 2020   | 2    | Ykkönen | 4         | [ 6 ]    |          |
| 2021   | 2    | Ykkönen | 5         | [ 7 ]    |          |
| 2022   | 2    | Ykkönen | 4         | [ 8 ]    |          |
| 2023   | 2    | Ykkönen | 1         | [ 9 ]    |          |